# Speestraße (Trier)
Die Speestraße ist eine Straße in Trier im Stadtteil Süd. Sie zweigt kurz vor deren Ende von der Gilbertstraße ab und endet wie diese in einem Wendehammer.
Die Straße wurde im Zuge der Bebauung des alten Jesuitengartens angelegt, den die Stadt Trier vermutlich im Jahr 1901 vom Trierer Gymnasial-Fonds abkaufte. In diesem Jahr stand auch schon die Benennung nach dem 1635 in Trier gestorbenen Jesuiten Friedrich Spee fest. Die Bebauung der Straße begann im Winter 1902/1903 und war spätestens 1907 im Wesentlichen abgeschlossen. 1909 bis 1911 folgte in der südöstlichen Ecke noch der Turnhallenbau der Schule St. Barbara und erst in den 1920er Jahren wurde das Grundstück Speestraße 15 bebaut. Die beiden späteren Bauten sind dem Reformstil zuzurechnen. Die ansonsten späthistoristischen, teilweise vom Jugendstil beeinflussten Häuser mit Vorgärten sind alle erhalten und bilden heute zusammen mit den Gebäuden Gilbertstraße 57–73 und Friedrich-Wilhelm-Straße 28 die Denkmalzone Speestraße/Gilbertstraße. Sechs der Häuser in der Speestraße sind zusätzlich als Einzeldenkmal verzeichnet.